# Virgilio Mantegazza
Virgilio Mantegazza (født 30. januar 1889 i Milano, død 3. juli 1928 smst) var en italiensk fægter, som deltog i OL 1924 i Paris.
Mantegazza deltog i kårdefægtning ved OL 1924, både individuelt og som del af det italienske hold. I den individuelle konkurrence blev han nummer to i sin pulje i indledende runde, derpå delt nummer ét i anden runde. Han vandt så sin semifinalepulje, men i finalen vandt han blot seks af sine elleve kampe og endte på sjettepladsen. I holdkonkurrencen var han kun med i første runde for Italien, der endte med at vinde bronze efter mestrene fra Frankrig og Belgien på andenpladsen. De øvrige fægtere på det italienske hold var Marcello Bertinetti, Giovanni Canova, Vincenzo Cuccia, Giulio Basletta og Oreste Moricca.